# فرنسيس وليامز
فرنسيس وليامز (بالإنجليزية: Francis Xavier Williams)‏ (و. 1882 – 1967 م) هو عالم حيواني، وعالم حشرات، من الولايات المتحدة الأمريكية، ولد في مارتينز، كاليفورنيا، توفي في تشولا فيستا، كاليفورنيا، عن عمر يناهز 85 عاماً.

## التعليم
تعلم في جامعة هارفارد، وجامعة ستانفورد، وجامعة كانساس.